# Gökstenen
Gökstenen, med signum Sö 327, är ett runblock på vägens östra sida vid Näsbyholms säteri i Härads socken i Södermanland. Den kallas även för "Gåsstenen" på grund av fågelmotivet. Blocket är av granit och ryktbart genom sina berättande run- och bildristningar. Ristningen är i jämförelse med den snarlika Sigurdsristningen i närheten, utförd med grova drag och anses vara en primitiv kopia av denna.

## Beskrivning
Ristningen, som i sina huvuddrag återger samma figurer som på Sigurdsristningen, föreställer scener ur den nordiske sagohjälten Sigurd Fafnesbanes liv. Utanför runslingan och nederst på ristningen är bilden på en kämpe med framåtböjt huvud, som håller i ett stort svärd med båda händerna, vilket han ränner tvärs igenom runormens, Fafners, kropp. Det är Sigurd, som på Regins inrådan mördar Fafner för att bemäktiga sig de skatter, på vilka han vilar. Ovantill åt vänster inom slingan är en utter avbildad, som ska föreställa Regins och Fafners bror Otr, vilken iklädde sig utterskrud för att kunna fiska i Andvares fors, men därunder blev han ihjälslagen av Loke.
Sigurds fosterfar, smeden Regin, framställs till vänster på stenen med en hammare i ena handen och antagligen ett svärdsämne i den andra. Längst upp i vänstra hörnet är ett städ och en dubbelbälg avbildade. Nedanför smeden och sedan längre till vänster syns en hök och en huvudlös kropp, som tolkats vara Regin. Genom att åhöra hökens samtal med en annan hök, som inte finns avbildad på Gökstenen, men på Sigurdsristningen, lär Sigurd känna det svek, varmed han hotas av Regin, och hugger därför huvudet av denne.
Mitt på bildfältet står en häst med en börda på ryggen och med huvudet vänt åt höger, samt nosen liksom instucken i en töm, vilken bildar en lynga och den är bunden vid ett högt bladlöst träd. Det är hästen Grane som lastad med Fafners skatter står väntande på Sigurd. Centralt på bildens yta är ett stort kors, ett tecken på att ristningen härstammar från kristen tid. Längst till höger syns ormens huvud som är vänt inåt fältet.

## Inskriften

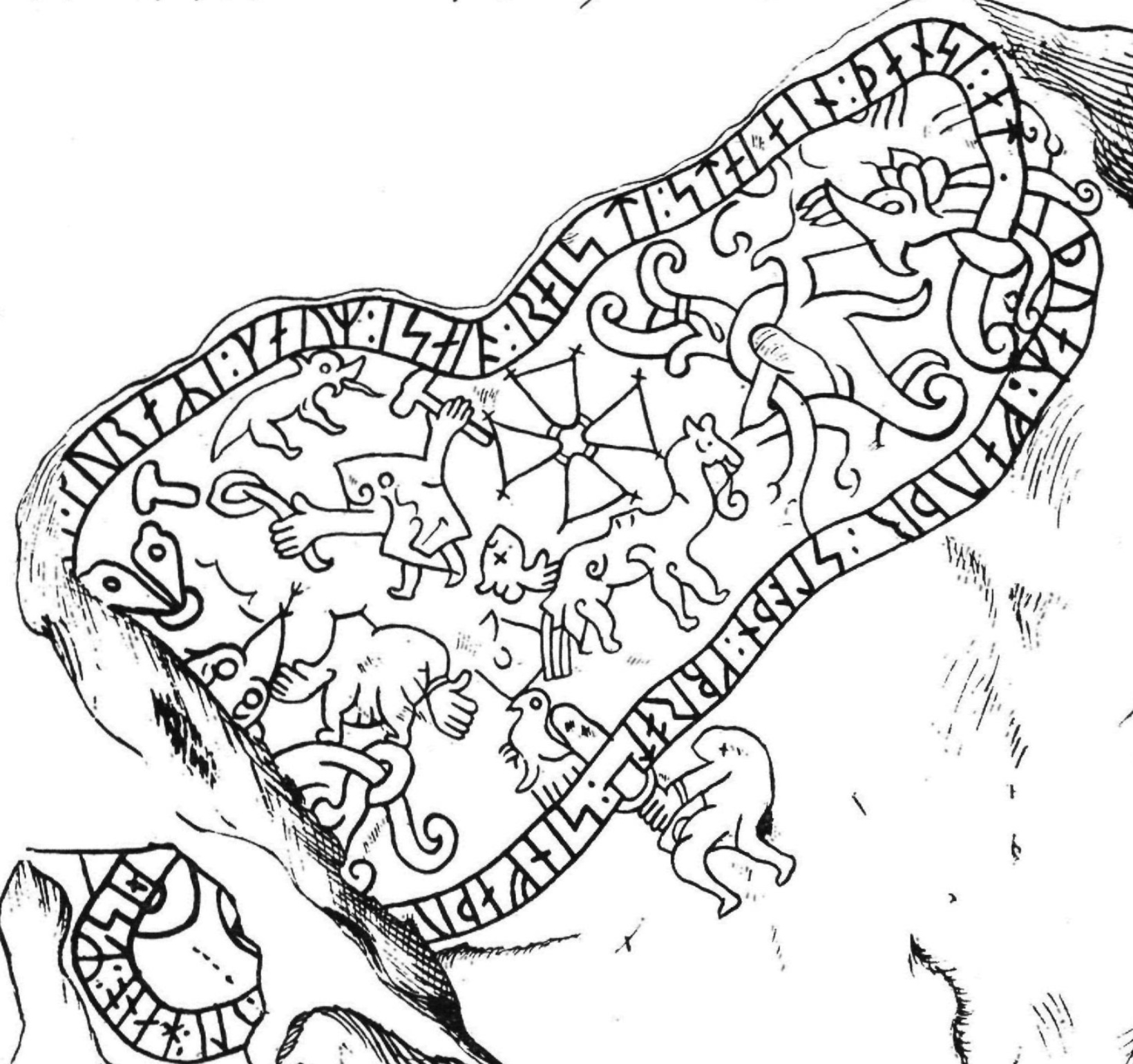
Teckning av Gökstenen.

Inskriften kan bara delvis tolkas, eftersom ristaren genom ett gåtfullt skrivsätt velat visa sin skicklighet och pröva läsarens skarpsinne. Det kan också vara så att runristaren var ovan, kanske inte riktigt läskunnig, vilket "reste denna sten" antyder, eftersom ristningen är utförd på ett stenblock. Bildmotivets fantasifulla figurer har inget med runtexten att göra. Ristningen anses tillhöra förra hälften av 1000-talet. Budskapet lyder: 
Translitterering av runraden:
... (i)uraʀi : kaum : isaio : raisti : stai : ain : þansi : at : : þuaʀ : fauþr : sloþn : kbrat : sin faþu... ul(i) · hano : msi +
Normalisering till runsvenska:
... ... ... ... ... ... ... ... ... ... ... ... ... ... ... ... ... ...
Översättning till nusvenska:
... reiste denne sten efter ... fader ... sin fader...
Följande förslag skrivna på nusvenska är två varianter av den svårtolkade översättningen:
Roar, Gumes son, reste denna sten efter Audar Slodes fader och efter sin fader. Guld han i Semgallernas land skiftade.
Isaio reste sten, ensam, denna efter Thuar, fader Slodes, och Brand, sin fader... (runor ristade) Iurar i Kaum.